# 논산시의 지질

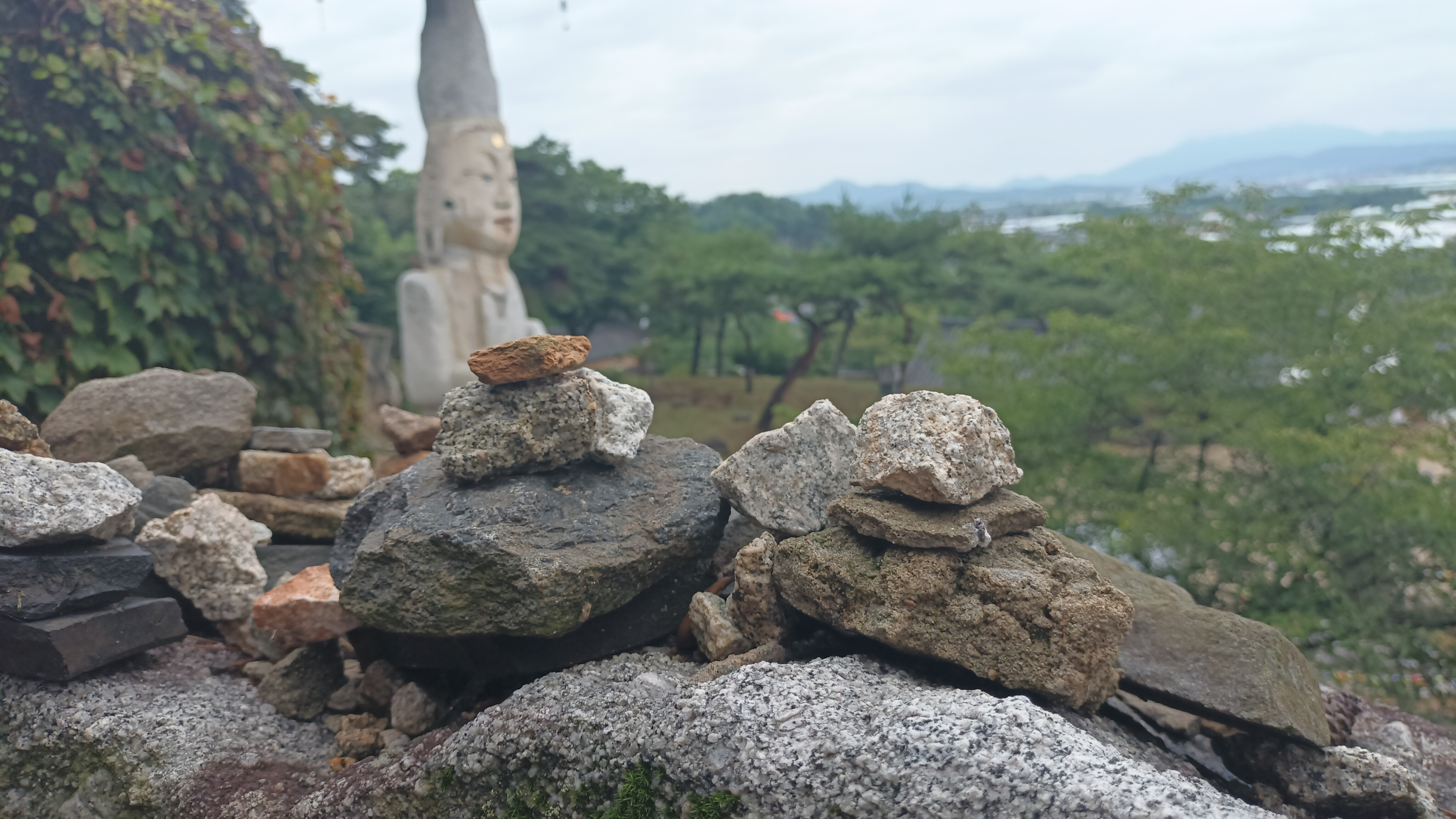
중생대 쥐라기 반상 화강섬록암과 논산 관촉사 석조미륵보살입상 석불

본 문서에서는 충청남도 논산시의 지질에 대해 설명한다.

## 개요
논산시는 옥천 습곡대 한가운데에 위치하며 북서부에 선캄브리아기 공주 편마암과 중생대 쥐라기 대보  화강암이, 남동부에 옥천 누층군의 변성퇴적암이 분포한다. 1:5만 지질도 논산 지질도폭(1980)의 대부분과 강경 지질도폭(1980)의 북부에 해당한다.

## 선캄브리아기 공주 편마암 및 편암

### 노성산 편마암 및 편암
공주시 지역에 주로 넓게 분포하는 공주 편마암체는 흔히 호상 구조를 발달시키나 유독 노성산 부근의 편암 및 편마암 중에는 호상 구조의 발달이 아주 미약하고, 규암이 협재되지 않고 엽리의 발달상태가 심히 교란되어 있는 점 등은 타 지역에 비해 주목시되는 지질로 간주되어 노성산 편암 및 편마암이란 암층명을 붙이게 되었다. 
노성산 편마암 및 편암은 노성면 노성산 일대에 분포하고 상성리쪽으로 연장 분포된다. 호상혼성편마암 및 편암과는 암상에 있어 점이적인 접촉현상을 보여준다. 상월면 주곡리 일대에선 화강섬록암의 관입을 받아 루프 펜던트(Roof pendant)나 포획되기도 한다.
호상혼성편마암 및 편암과는 암상에 있어서 유사한 점이 많기는 하지만 호상혼성편마암 및 편암에 비해 규암이 전혀 협재되지 않고 편암상이 우세하며 엽리의 교란이 극심하다. 노성산 산정 일대의 능선을 따라서는 편암상에서 변성정도가 높아져 입자가 상당히 굵어지고 희끗희끗한 장석이 불완전하나마 반상변정 형태를 이루려 하고 형태로 편암상과는 변성정도, 화강암화작용의 강도의 차에 의하여 편마암상을 띄게 된 것으로 간주된다. 
본 암층중에는 석영의 함량이 아주 풍부한 석회규산염암이 여러 곳에 협재된다. 특히 본 암층 분포지역에서 엽리의 발달은 매우 심히 교란되어 북쪽 월곡리 부근에서는 북북동 주향을 보이다가, 노성면 교촌리 부근에서는 북북서 주향을 보이며 무수한 소규모의 국지적인 습곡을 수반한다. 
사질(Psammitic) 기원으로 간주되는 편암은 석영-사장석-흑운모-견운모, 석영-흑운모-견운모 등의 광물조합을 이루고 이질(Pelitic)기원의 편암은 석영-흑운모-백운모, 석영-백운모-녹니석-흑운모-(자류석) 등의 광물 조합을 갖는다. 이들은 또 전기석, 인회석, 저어콘, 스핀, 자철석 등의 부수광물을 수반한다. 사질 편암은 니질 편암에 비해 입자의 크기기 비교적 세립이고 등립이며 운모류의 합량이 훨씬 적으며 석영과 운모가 상호 골고루 산재한다. 편마암대(니질기원)의 광물조합을 보면 석영-사장석-흑운모-(녹니석)-백운모-(전기석), 석영-사장석-흑운모-규선석-(전기석) 등으로 이루어지는데 전기석의 함량이 높음은 편마암화 과정중 화성활동의 영향으로 붕소의 공급이 있었던 것으로 추정된다. 석회규산염암은 석영, K-장석, 사장석, 각섬석, 투휘석 등으로 구성된다. 

## 옥천 누층군
옥천 누층군은 옥천 습곡대에 분포하는 변성퇴적암 지층으로, 제천시에서 익산시까지 북동-남서 방향으로 분포하며 논산시 내에서는 벌곡면과 양촌면에 분포하며 북동쪽으로 금산군 및 대전광역시, 남동쪽으로 익산시로 연장된다.

### 문주리층
문주리층(PZocmu; Paleozoic okcheon group munjuri formation, 文周里層)은  지층이 형성된 시기는 오르도비스기 이후로 보이나 정확히 알 수 없다. 대체로 북동 30~75°의 주향과 북서 40~50°의 경사를 보이나 등사 습곡에 의한 반복으로 수직 또는 남동 70~80°의 경사를 보이는 곳도 있다. 본 지층의 주요 구성 암석은 운모 편암이고 부분적으로 각섬편암, 규암, 흑색 점판암, 결정질 석회암을 포함한다.

### 창리층과천호동굴
창리층(PZocch; Paleozoic okcheon group changri formation, 倉里層)은 벌곡면 어곡리, 사정리, 양촌면 오산리, 신기리 일대에 분포한다. 주로 흑색 점판암, 석영·견운모 편암 및 흑운모 편암으로 구성되며 결정질 석회암과 규암이 협재되어 있다. 결정질 석회암은 문주리층에 비해서 매우 희소하나 양촌면 평촌 부근 문주리층과의 경계부에 가까운 곳에서는 2~3매의 석회암이 2~5 m 두께로 흑색 점판암과 교호하며 주향방향의 연속성은 미약하다.

## 중생대 쥐라기 화강암

### 화강섬록암
화강섬록암(Jgdi)은 논산 지질도폭 동북부 지역에 넓게 분포하며 노성면 여암리 효죽리 일대, 초촌면 소사리 송국리 일대, 십자가 단층 서편에서도 감투봉 일대 남산리 서쪽 능선을 따라 사장골 부근 등지에서 소규모로 분포된다. 
선캄브리아기 변성암 공주 편마암류를 관입하고 반상 화강섬록암과는 점이적인 관계이며 복운모 혼성화강암 중에 포획암으로 있기도 하다. 동북부 지역에서는 공주편마암 및 편암과 옥천층군의 편암을 많이 포획한다. 
화강섬록암은 중립질이며 흑운모가 주요 광물이다. 지역에 따라 각섬석이 관찰되거나 편마상 구조를 발달시킨다. 특히 동북부 공주도폭과의 경계지역에서 잘 발달되고 서북부 지역에선 편마암들과의 접촉부에서 더 잘 발달된다. 이외 지역에서도 노두가 신선하고 넓은 곳에서 흔히 관찰된다. 이들 편마상구조의 주향은 대체로 북북동 내지 남북을 가리킨다. 반상조직도 미약하게 두마면 금암리, 연산면 관동리 등지에 발달되는 곳도 있다. 
현미경 하에서 [[석영](25% 이상)과 사장석(35% 이상)이 약 70% 이상을 차지하고 칼륨장석은 10% 내외인 화강섬록암 광물조성비를 갖는다. 휘석, 인회석, 저어콘, 백운모, 자철석, 녹니석 등이 수반된다. 

### 반상 화강섬록암
반상 화강섬록암(Jpgdi)은 논산시 논산읍, 광석면, 성동면, 노성면, 부적면 일대의 저지대에 광범위하게 그리고 탄천면 성리 일대에 소규모로 분포한다. 화강섬록암과는 점이적인 관계를 가지며 세립 석영몬조니암 및 복운모 혼성화강암에 의해 관입당했다.
반상 화강섬록암은 부분적으로 미약한 편마상구조를 갖고 중립질이며 반상조직을 갖는 흑운모 반상 화강섬록암이다. 편마상구조는 화강섬록암에 비해 아주 미미한 편으로 광석면 방죽안, 오강리 부근, 부적면 충곡리 마을 부근에서 인지된다. 반상조직은 잘 발달하머 반정은 칼륨장석(대부분 미사장석)으로 구성된다. 본 암과 화강섬록암과는 대부분의 경우 반정의 유무에 의하여 구별이 가능하다. 반정의 크기는 보통 장경 2.5cm 단경 1.5cm 정도이다. 광석면 율리, 오강리 부근에서 화강섬록암과의 접촉부를 잘 관찰하며 반정의 크기나(장경 1.5cm, 단경 1cm)량이 점차 감소하면서 비반상 화강섬록암으로 변화한다. 성동면 월성리 부근과 노성면 교촌리, 송당리 부근에서 변성암과의 접촉부에서도 반정의 크기나 양이 격감한다.
본 암은 복운모 혼성화강암에 비해 포획암(Xenolith)를 거의 갖지 않는데 이는 본 암석이 비교적 심부관입이었을 가능성을 지시한다. 또한 화강섬록암에 비해서도 포획암을 적게 갖는데 이는 본 암석이 화강섬록암과 동일 분화물이면서 화강섬록암에 비해 관입의 중심부였을지도 모른다. 현미경 하에서 대체로 석영(25%), 사장석(45%), 미사장석(10%), 흑운모(7%)로 구성되고 각섬석, 휘석, 녹니석, 인회석, 저어콘, 자철석 등이 수반된다.
논산 관촉사 석조미륵보살입상은 반상 화강섬록암 암반 위에 세워져 있다.

## 중생대 백악기

### 산성암맥
산성암맥류는 논산시 동부 계룡산~국사봉 간 능선부에 분포한다. 대부분 산성암맥으로서 석영반암, 규장암, 그라노파이어(Granpphyre) 석영맥, 석영암질암맥 등으로 이루어지며 이들의 특징적인 관입형태인 암맥군은 대체로 남-북 방향으로 발달한다.

## 같이 보기
- 한국의 지질
- 대전광역시의 지질
- 공주시의 지질
- 금산군의 지질
- 익산시의 지질
- 옥천 누층군
- 대보 화강암